# Golfo di Neelov
Il golfo di Neelov (in russo Залив Неелова?, zaliv Neelova) è un'insenatura lungo la costa settentrionale russa, nella repubblica di Sacha-Jacuzia, amministrata dal Bulunskij ulus. È situato nella parte centro-meridionale del mare di Laptev.

## Geografia
Il golfo si apre verso nord, leggermente a nordovest del golfo di Buor-Chaja. È chiuso tra la terraferma a ovest e la penisola di Bykovskij (полуостров Быковский) a est. A sud, la stessa penisola lo separa dalla baia di Tiksi (Бухта Тикси). Ha una lunghezza di circa 21,5 km e una larghezza massima di 24 km all'ingresso. La profondità massima è di 5 m.
Nella parte meridionale si apre la laguna Stepanenko (лагуна Степаненко) in cui sfocia il Chorogor (река Хорогор), uno degli immissari del golfo. Altri fiumi sono: il Chatys-Jurjach (река Хатыс-Юрях), l'Arangastach (река Арангастах), il Sevast'jan (река Севастьян) e l'Ulachan-Bil'ljach (река Улахан-Бильлях).
 All'imboccatura si trovano numerose isole di diverse dimensioni che fanno parte della sezione sud-orientale delle isole del delta della Lena. Tra esse, Ulachan-Ary (остров Улахан-Ары), Otto-Ary (остров Отто-Ары) e Chara-Ary (остров Хара-Ары) sono le isole maggiori.
Le coste sono basse e raggiungono al massimo i 26 m lungo la penisola di Bykovskij.
Bykovskij, situato all'estremità della penisola omonima, è l'unico insediamento ad affacciarsi sul golfo. La cittadina di Tiksi si trova poco più a sud, nella baia omonima.